# Знак біди
«Знак біди» (рос. «Знак беды») — білоруський радянський художній фільм 1986 року режисера Михайла Пташука за однойменною повістю Василя Бикова.

## Сюжет
Білоруське село, де живе Степанида і її чоловік Петрок, зайняли гітлерівці. Не витримавши знущань поліцаїв, Петрок йде на відкритий протест і гине. Зрозумівши, що надії на порятунок вже немає, Степанида замикається і підпалює хату...

## У ролях
- Ніна Русланова
- Геннадій Гарбук
- Володимир Ільїн
- Євген Платохін
- Олексій Зайцев
- Віталій Биков
- Володимир Гостюхін
- Володимир Ємельянов
- Олексій Булдаков
- Олександр Тимошкин
- Володимир Куляшов
- Валентина Петрачкова
- Владислав Солдатенко
- Олексій Маслов
- Каспарс Пуце
- Арво Кукумягі

## Творча група
- Сценарій: Євген Григор'єв, Оскар Никич
- Режисер: Михайло Пташук
- Оператор: Тетяна Логінова
- Композитор: Олег Янченко